# McDermott Will & Emery
McDermott Will & Emery ist eine internationale Full-Service Anwaltskanzlei, die über 1400 Rechtsanwälte an 23 Standorten in Europa, Nordamerika und Asien beschäftigt. In Deutschland gibt es vier Standorte in Düsseldorf, Frankfurt am Main, Köln und München, an denen mehr als 150 Anwälte tätig sind.
Die Kanzlei ist eine der umsatzstärksten Kanzleien in den Vereinigten Staaten und weltweit, sie deckt die üblichen Rechtsgebiete einer Wirtschaftskanzlei ab.

## Geschichte
Die Kanzlei wurde 1934 von Edward H. McDermott and William M. Emery in Chicago gegründet.